# ميماروبا
جزيرة ميماروبا هي جزيرة ومنطقة إدارية في الفلبين تقع جنوب غرب البلاد، ويتكون اسمها من الحروف الأولى لمقاطعاتها الخمس: ميندورو الشرقية، ميندورو الغربية، ماريندوكو، رومبلون، وبالاوان، تُعرف المنطقة بتنوعها الطبيعي، وتضم العديد من الجزر والشواطئ والمواقع السياحية، ما يجعلها من أبرز وجهات السياحة البيئية في الفلبين.
كانت المنطقة جزءا من منطقة تاغالوغ الجنوبية التي لم تعد موجودة حتى 17 مايو 2002، وفي 23 أيار / مايو 2005، انتقلت بالاوان ومدينة بويرتو برنسيسا ذات الطابع الحضري الشديد إلى منطقة فيساياس الغربية بموجب الأمر التنفيذي رقم 429. ومع ذلك، أصدرت الرئيسة آنذاك أرويو في 19 آب / أغسطس 2005 الأمر الإداري رقم 129 بإلغاء الأمر التنفيذي رقم 429 ريثما تتم المراجعة. 
وفي 17 تموز / يوليه 2016، أنشأ القانون الجمهوري رقم 10879 رسميا منطقة تاغالوغ الجنوبية الغربية ليعرف باسم منطقة ميماروبا التي أوقفت تسمية "الإقليم الرابع - باء"، غير أنه لم تكن هناك أي تغييرات في الحدود.
كالإبان هو المركز الإقليمي لميماروبا، ومع ذلك، فإن معظم المكاتب الحكومية الإقليمية مثل إدارة الأشغال العامة والطرق السريعة تقع في مدينة كويزون، مانيلا.